# 서남초등학교 (충남)
서남초등학교는 대한민국 충청남도 서천군 마서면 봉남리에 있었던 공립 초등학교이다.

## 학교 연혁
- 1923년 3월 31일 설립인가
- 1924년 4월 1일 서남공립보통학교(4년제) 개교
- 1928년 3월 31일 6년제 개편
- 1938년 4월 1일 교명 변경[1] (서남공립심상소학교)
- 1941년 4월 1일 교명 변경[2] (서남공립국민학교)
- 1945년 10월 25일 서남국민학교로 명칭 변경
- 1981년 6월 1일 병설유치원 인가
- 1996년 3월 1일 서남초등학교로 개칭[3]
- 2005년 10월 1일 학교도서관 현대화 사업, 뒤뜰 공원화 사업
- 2015년 2월 10일 다목적강당 [서남관] 개관
- 2015년 9월 1일 백기현 교장 부임
- 2016년 2월 17일 제90회 졸업(졸업생 총 7,055명)
- 2016년 3월 2일 6학급 편성(병설유치원 1학급)
- 2017년 2월 8일 제91회 졸업(졸업생 총 7,060명)
- 2017년 3월 2일 6학급 편성(병설유치원 1학급)
- 2025년 2월 28일 101년만에 폐교[4]

## 참고 자료
- 서남초등학교 - 한국교육학술정보원 학교알리미